# 油灯
油燈是照明用具，依靠燃烧液体脂肪來发光。

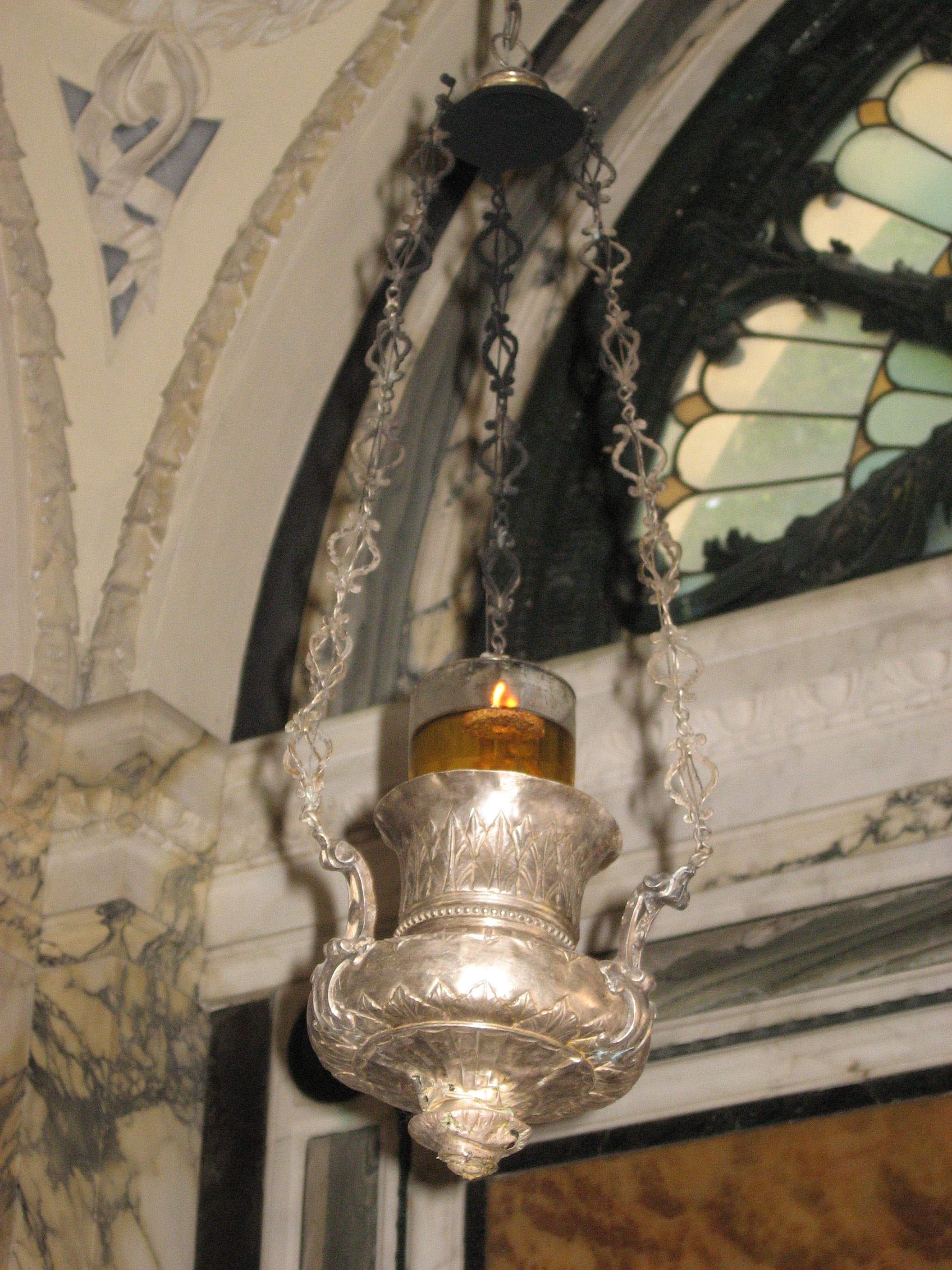
油灯

由三部分组成：盛油容器、油和导油的燈芯。容器一般为金属或陶瓷等耐热材料制作，形狀很多，最簡單的是用小缽加上油和捻子製成的燈盞。地中海地区传统使用橄榄油、中亚使用酥油、中国传统使用豆油等。捻子类似蜡烛的芯，为多孔的纤维质地，通过毛细作用吸油，本身则燃烧得很慢。中国传统有用禾本目灯心草科的植物灯心草（Juncus effusus L.）干燥的茎髓做捻子的。

## 歷史
大約3萬年前的石器時代，古代人類已使用油燈閃爍的昏暗光線照明，在陽光照不到的洞穴深處，繪製最早的洞穴壁畫。